# ان‌جی‌سی ۶۹۵۶
ان‌جی‌سی ۶۹۵۶ (انگلیسی: NGC 6956) یک کهکشان مارپیچی میله‌ای است که در صورت فلکی دلفین و در فاصله ۲۱۴ میلیون سال نوری از زمین قرار دارد. ویلیام هرشل این کهکشان را در ۹ اکتبر ۱۷۸۴ کشف کرد.